# Ветле Валле Егелі
Ветле Валле Егелі (норв. Vetle Walle Egeli, нар. 23 червня 2004, Ларвік, Норвегія) — норвезький футболіст, півзахисник клубу «Саннефіорд».

## Ігрова кар'єра

### Клубна
Ветле Валле Егелі є вихованцем футбольного клубу «Саннефіорд», де він починав грати у молодіжних командах. Перед сезоном 2021 року футболіста було внесено в заявку на участь у чемпіонаті Норвегії. 29 серпня 2021 року у матчі проти «Сарпсборг 08» Валле Егелі дебютував на професійному рівні.
У червні 2023 року Ветле підписав з клубом новий контракт до грудня 2026 року.

### Збірна
Ветле Валле Егелі виступав за юнацькі збірні Норвегії різних вікових категорій.
21 березня 2024 року він дебютував у складі молодіжної збірної Норвегії.

## Особисте життя
Молодший брат Ветле Сіндре Валле Егелі також професійний футболіст, гравець данського клубу «Норшелланн».